# Šachový turnaj v Moravské Ostravě roku 1923
Šachový turnaj v Moravské Ostravě roku 1923  byl významný šachový turnaj uspořádaný v meziválečném Československu. Šlo o první turnaj, kterého se zúčastnil Emanuel Lasker poté, co v roce 1921 přišel o titul mistra světa v zápase s Capablancou. Partie se hrály od 1. do 18. července 1923 v hotelu Royal ve Vítkovicích. Začátek turnaje dělilo jen o něco více než měsíc od skončení velkého turnaje v Karlových Varech, několik šachistů absolvovalo oba turnaje.
Vítězem turnaje se stal exmistr světa Emanuel Lasker, který si tak kromě startovného 10 000 československých korun odnesl i 1. cenu ve výši 4000 československých korun.

## Turnajová tabulka
| #     | Player                    | 01 | 02 | 03 | 04 | 05 | 06 | 07 | 08 | 09 | 10 | 11 | 12 | 13 | 14 | Result |
| ----- | ------------------------- | -- | -- | -- | -- | -- | -- | -- | -- | -- | -- | -- | -- | -- | -- | ------ |
| 1     | Emanuel Lasker (GER)      | x  | 1  | ½  | ½  | 1  | 1  | 1  | 1  | ½  | ½  | 1  | ½  | 1  | 1  | 10½    |
| 2     | Richard Réti (TCH)        | 0  | *  | ½  | ½  | 1  | ½  | ½  | 1  | 1  | ½  | 1  | 1  | 1  | 1  | 9½     |
| 3     | Ernst Grünfeld (AUT)      | ½  | ½  | *  | 1  | ½  | ½  | ½  | ½  | ½  | ½  | 1  | 1  | ½  | 1  | 8½     |
| 4     | Alexej Selezněv (URS)     | ½  | ½  | 0  | *  | ½  | 1  | 1  | 0  | ½  | ½  | ½  | 1  | 1  | ½  | 7½     |
| 5–6   | Savielly Tartakower (POL) | 0  | 0  | ½  | ½  | *  | ½  | ½  | ½  | 1  | 1  | ½  | 1  | ½  | ½  | 7      |
| 5–6   | Max Euwe (NED)            | 0  | ½  | ½  | 0  | ½  | *  | ½  | ½  | 0  | 1  | ½  | 1  | 1  | 1  | 7      |
| 7–8   | Siegbert Tarrasch (GER)   | 0  | ½  | ½  | 0  | ½  | ½  | *  | 1  | 1  | 0  | 1  | 0  | ½  | 1  | 6½     |
| 7–8   | Jefim Bogoljubov (URS)    | 0  | 0  | ½  | 1  | ½  | ½  | 0  | *  | 1  | 1  | 0  | 0  | 1  | 1  | 6½     |
| 9     | Rudolf Spielmann (AUT)    | ½  | 0  | ½  | ½  | 0  | 1  | 0  | 0  | *  | 1  | 1  | ½  | 0  | 1  | 6      |
| 10    | Akiba Rubinstein (POL)    | ½  | ½  | ½  | ½  | 0  | 0  | 1  | 0  | 0  | *  | ½  | 1  | ½  | ½  | 5½     |
| 11    | Amos Pokorný (TCH)        | 0  | 0  | 0  | ½  | ½  | ½  | 0  | 1  | 0  | ½  | *  | 1  | ½  | ½  | 5      |
| 12–13 | Karel Hromádka (TCH)      | ½  | 0  | 0  | 0  | 0  | 0  | 1  | 1  | ½  | 0  | 0  | *  | 1  | ½  | 4½     |
| 12–13 | Heinrich Wolf (AUT)       | 0  | 0  | ½  | 0  | ½  | 0  | ½  | 0  | 1  | ½  | ½  | 0  | *  | 1  | 4½     |
| 14    | Max Walter (TCH)          | 0  | 0  | 0  | ½  | ½  | 0  | 0  | 0  | 0  | ½  | ½  | ½  | 0  | *  | 2½     |